# Льє (одиниця довжини)
Льє, рідше льйо (фр. lieue) — стародавня французька міра довжини, використовувалась до введення метричної системи.
У різні періоди існували різні відповідники цієї довжини:
- Старий Паризький льє (фр. l'ancienne lieue de Paris) (прибл. 1674 р.) = 10000 п'єдів (довжина ступні ноги)= 3,248 км.
- Новий Паризький льє (фр. la (nouvelle) lieue de Paris) (1674—1793) = 2000 туазів = 3,898 км.
- Льє поштовий (фр. la lieue des Postes) (1737—1793) = 2200 туазів = 4,288 км.
- Льє тарифний (фр. la lieue tarifaire) (1737—1793) = 2400 туазів = 4,678 км.

Інші варіанти льє, що були в обігу у Франції:
- 1 льє (метричний) (фр. La lieue métrique) = 4 км = 4000 м.
- 1 льє сухопутний (фр. La lieue terrestre) або суспільний льє (фр. lieue commune de France) = 4,44448 км = 4444,8 метрів (1 /25 градуса меридіана).
- 1 льє морський (фр. La lieue marine) = 5,557 км = 5557 метрів (1/20 градуса меридіана).

У Бельгії була своя одиниця
- 1 льє бельгійський (фр. lieue métrique belge) = 5 км.